# Maubec (Vaucluse)
Maubec – miejscowość i gmina we Francji, w regionie Prowansja-Alpy-Lazurowe Wybrzeże, w departamencie Vaucluse.
Według danych na rok 1999 gminę zamieszkiwało 1581 osób, a gęstość zaludnienia wynosiła 173 osób/km² (wśród 963 gmin regionu Prowansja-Alpy-W. Lazurowe Maubec plasuje się na 348. miejscu pod względem liczby ludności, natomiast pod względem powierzchni na miejscu 719.).